# Вестерн Спрингс (Илиноис)
Вестерн Спрингс (енгл. Western Springs) град је у америчкој савезној држави Илиноис.

## Демографија
По попису из 2010. године број становника је 12.975, што је 482 (3,9%) становника више него 2000. године.
| Група             | 2000.          | 2010.          |
| Белци             | 12.118 (97,0%) | 12.294 (94,8%) |
| Афроамериканци    | 23 (0,2%)      | 46 (0,4%)      |
| Азијати           | 90 (0,7%)      | 180 (1,4%)     |
| Хиспаноамериканци | 212 (1,7%)     | 361 (2,8%)     |
| Укупно            | 12.493         | 12.975         |